# Ulica Opolska w Krakowie
Ulica Opolska – ulica w Krakowie, biegnąca z zachodu od estakady na skrzyżowaniu z ul. Wojciecha Weissa, gdzie jest przedłużeniem ul. Josepha Conrada, do wiaduktu i skrzyżowania z al. 29 Listopada, jej przedłużeniem na wschód jest ul. Lublańska. Na wysokości pawilonu handlowego pod nr 37, rozciąga się nad nią kładka, most podwieszony do ul. W. Danka i ul. Nad Sudołem. Ulica jest częścią drogi krajowej nr 79.
W związku z wybudowaniem linii tramwajowej do Górki Narodowej ruch na skrzyżowaniu Opolskiej z ulicami Dominika Ździebły-Danowskiego i generała Stanisława Sosabowskiego, odbywa się w dwukomorowym tunelu o długości 100 m otwartym w maju 2023 roku. W 2024 roku ulica została uznana za jedną z najbardziej ruchliwych ulic miasta, ze średnim ruchem wynoszącym 65,4 tysięcy pojazdów na dobę, na odcinku w okolicy rzeki Białuchy.

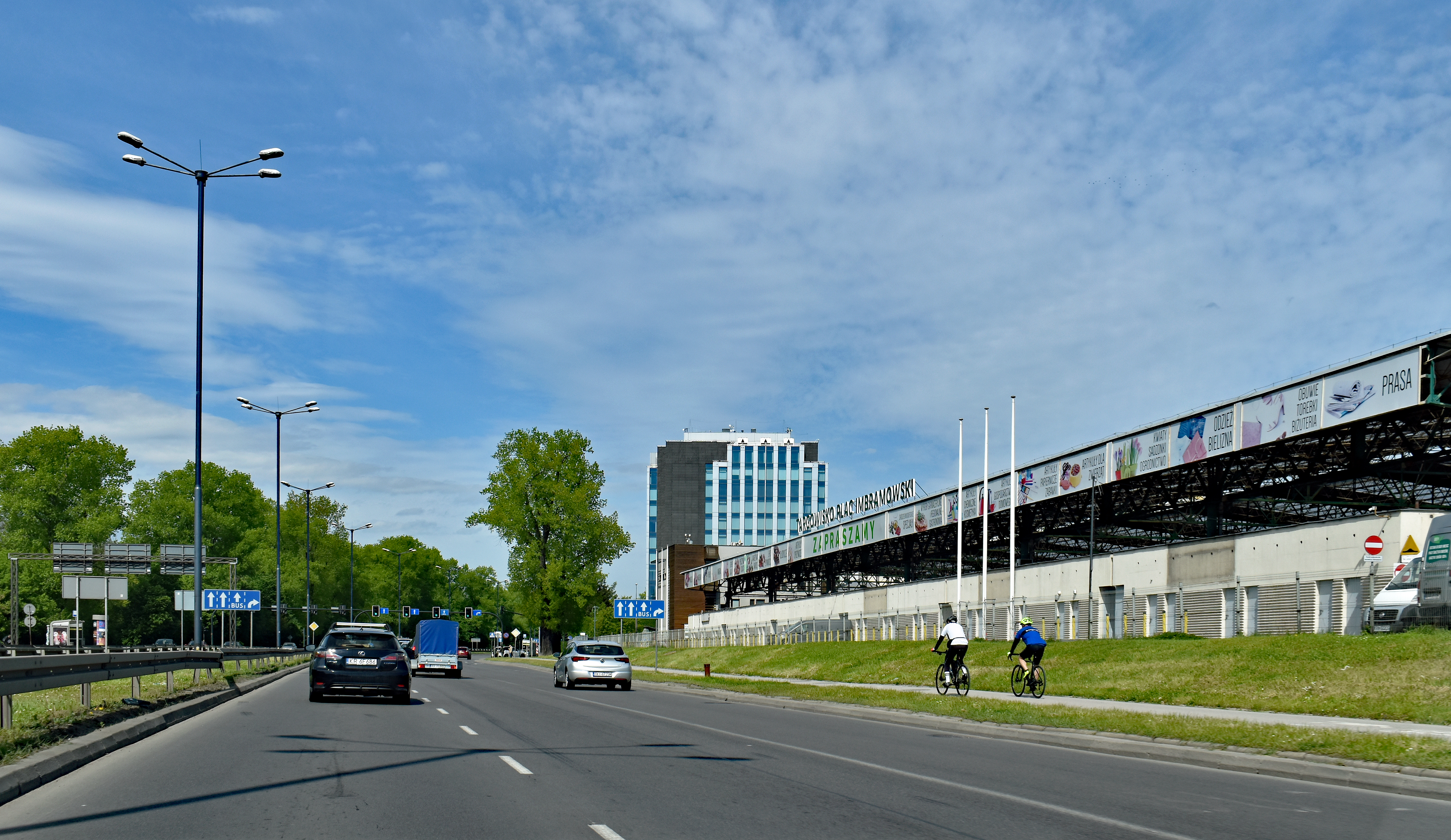
Widok od pl. Imbramowskiego na zachód
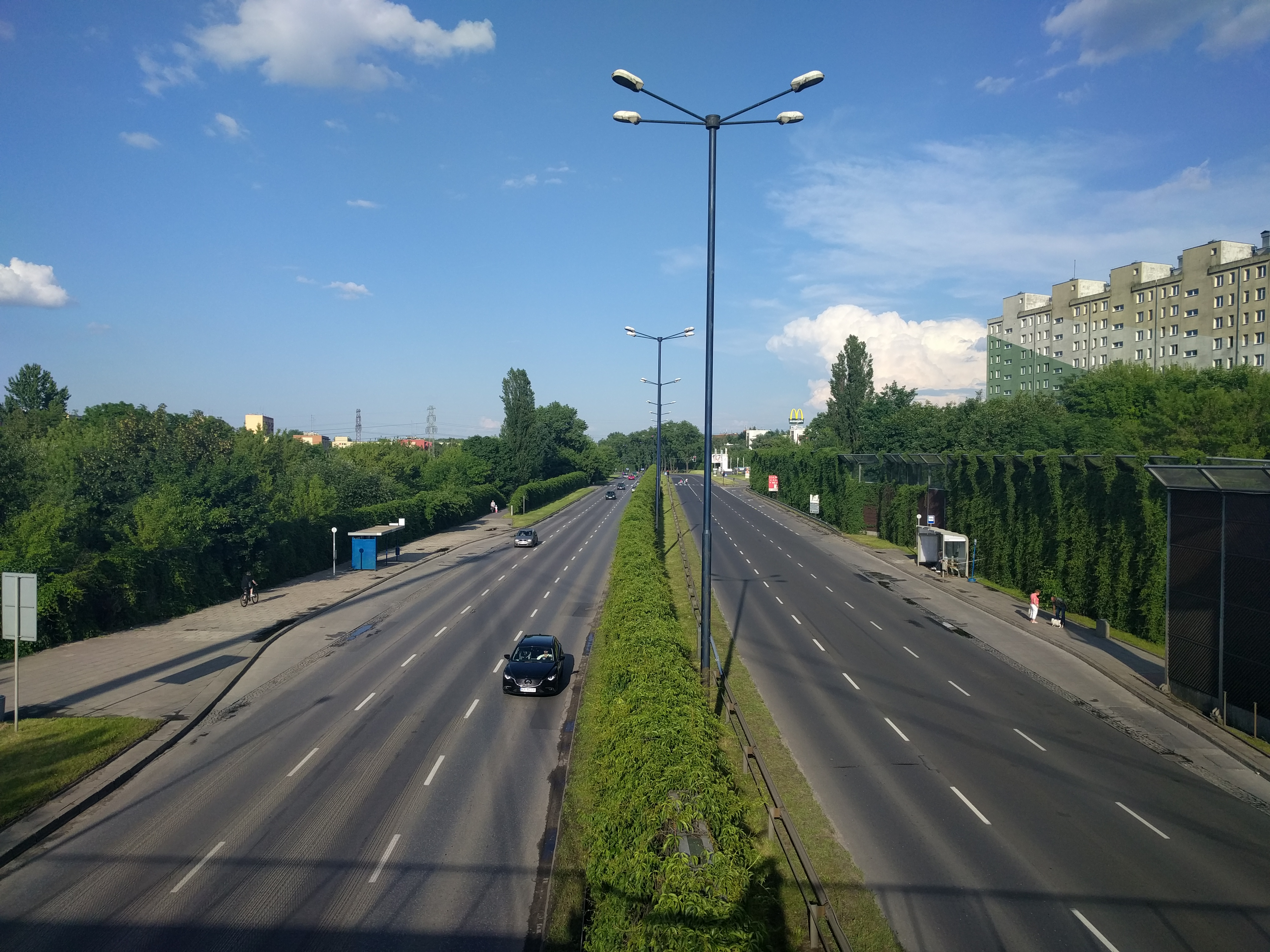
Widok z "kładki" na Opolską w kierunku wschodnim (w stronę skrzyżowania z Aleją 29 Listopada) w 2016
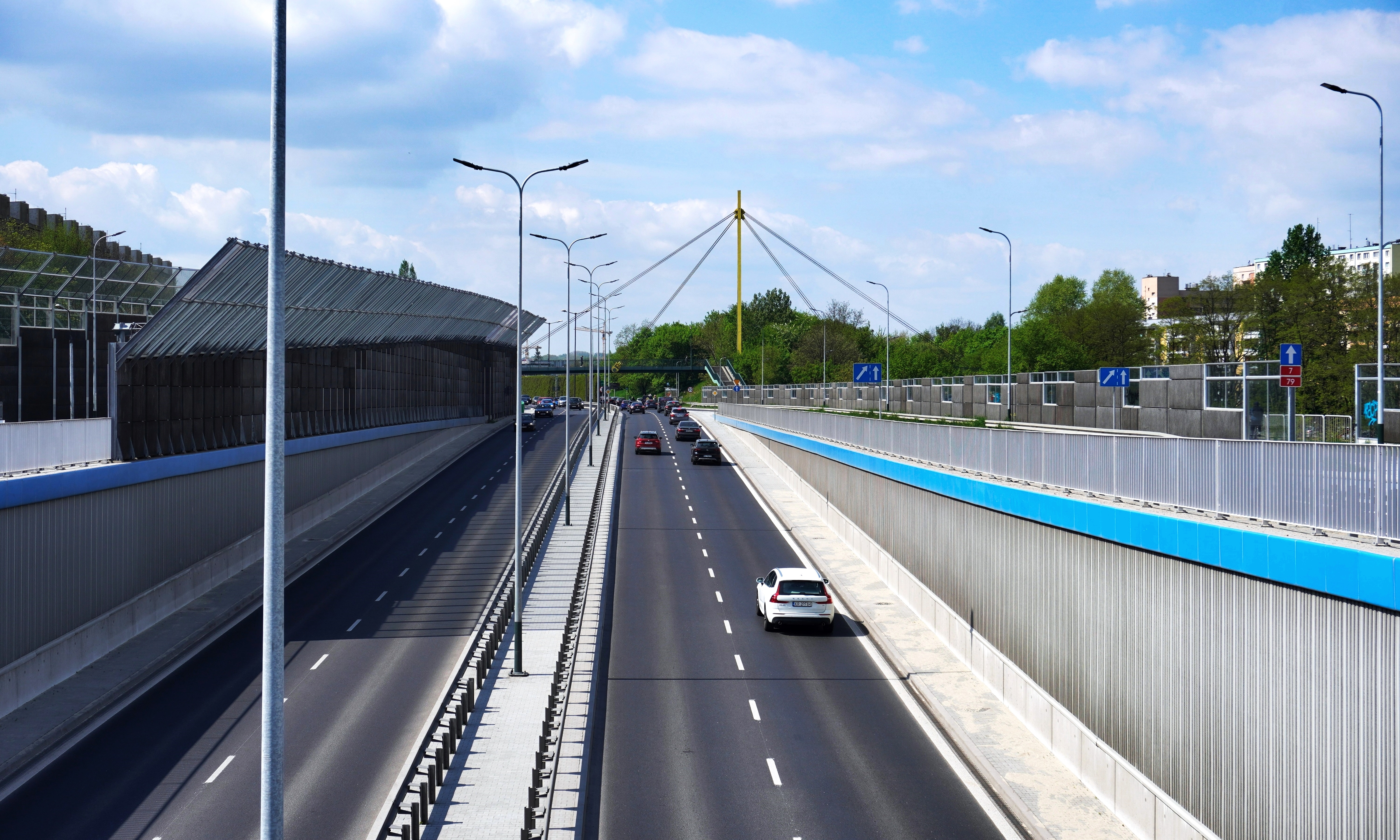
Widok od węzła z ulicą gen. Sosabowskiego na zachód